# Ann Christin Elverum
Ann Christin Elverum (* 25. Juli 1974 in Sarpsborg) ist eine norwegische Schauspielerin, Sängerin, Tänzerin und Musicaldarstellerin.

## Leben
Am 25. Juli 1974 wurde Ann Christin Elverum als ältestes von zwei Kindern in der norwegischen Kleinstadt Sarpsborg in der Nähe von Oslo geboren. Schon früh zog es sie ins Rampenlicht und mit 16 Jahren erhielt sie ihr erstes Engagement in der norwegischen Produktion des Musicals „Ben Hur“. Es folgten viele weitere Rollen wie z. B. Rizzo in „Grease“, Maria in „The Sound of Music“, Anita in „West Side Story“, Nancy in „Oliver!“ und eines der Soulgirls in „Jesus Christ Superstar“ in ihrem Heimatland. Ann Christin studierte Musical an der Ballettakademie in Göteborg (Schweden) sowie Tanz am London Studio Center.
2000 kam sie zum ersten Mal nach Deutschland, um im Ensemble und als Esmeralda in „Disney's der Glöckner von Notre Dame“ zu spielen. Parallel zum Glöckner übernahm Ann Christin in Oslo die weibliche Hauptrolle der Alina bei der englischsprachigen Welturaufführung des norwegischen Musicals „Tonight“. Sie blieb danach in Deutschland und ihre Musical-Karriere stieg stetig an. In „Elisabeth“ in Essen übernahm sie die Erstbesetzung der Gouvernante und Zweitbesetzung der Elisabeth. Daraufhin folgte ein Engagement in der Berliner Produktion von „Les Misérables“, wo Ann Christin die Premierenbesetzung der Fantine spielte. Sie kreierte die Marguerite bei der deutschsprachigen Erstaufführung von „The Scarlet Pimpernel“ in Halle und die Mina bei der europäischen Erstaufführung von Frank Wildhorns „Dracula“ in St. Gallen in der Schweiz. Im Sommer 2005 kehrte sie nach Sarpsborg zurück und spielte in der Welturaufführung des norwegischen Musicals „Det gjærer i Borg“ die weibliche Hauptrolle.
Seit 2005 ist sie im Musical „3 Musketiere“ (zunächst in Berlin, dann in Stuttgart) als Erstbesetzung Königin Anna und Zweitbesetzung Milady de Winter zu sehen.
Neben ihren zahlreichen Bühnenengagements trat Ann Christin Elverum bei mehreren Konzerten auf und wirkte bereits bei verschiedenen CD-Produktionen mit wie zuletzt bei der Aufnahme des Hallenser Original Castalbums von „The Scarlet Pimpernel“.

## Engagements
- 1991: Ben Hur – Ensemble (Fredrikstad / Norwegen)
- 1994: Grease – Rizzo (Sarpsborg / Norwegen)
- 1994: The Sound of Music – Maria (Sarpsborg / Norwegen)
- 1995: West Side Story – Anita (Sarpsborg, Halden / Norwegen)
- 1997: Oliver! – Nancy (Sarpsborg / Norwegen)
- 1998–1999: Thank you for the music – Solosängerin (Sandefjord, Tromsø  / Norwegen)
- 1999: Jesus Christ Superstar – Soulgirl (Trondheim / Norwegen)
- 2000–2002: Disney's Der Glöckner von Notre Dame – Ensemble, Esmeralda (Berlin / Deutschland)
- 2000: Tonight – Alina (Oslo / Norwegen)
- 2002–2003: Elisabeth – Ensemble, Elisabeth (Essen / Deutschland)
- 2003–2004: Les Misérables – Fantine (Berlin / Deutschland)
- 2003–2006: The Scarlet Pimpernel – Marguerite St. Just (Halle / Deutschland)
- 2004: Jesus Christ Superstar – Maria Magdalena (Hamburg, Essen, Berlin / Deutschland)
- 2005–2006: Dracula – Mina (St. Gallen / Schweiz)
- 2005: Det gjærer i Borg – Elin Egerly (Sarpsborg / Norwegen)
- 2005–2007: 3 Musketiere – Königin Anna (Berlin, Stuttgart / Deutschland)
- 2008–2009: Chess – Florence (Essen / Deutschland)
- 2010: Bak Vollene – Anne Rimers (Fredrikstad / Norwegen)
- 2010–2011: Sverdet – Ingrid (Sarpsborg / Norwegen)
- 2010–2011: Into the Woods – Hexe (Kassel / Deutschland)[3]
- 2010–2011: Cats – Gumbie-Katze, Grizabella (Europatour)
- 2011: Byoperetten – Harriet (Fredrikstad / Norwegen)
- 2011–2012: Elisabeth – Esterhazy, Elisabeth, Sophie, Ludovika/Frau Wolf (Tour)
- 2012: Les Misérables – Fantine (Tromsø / Norwegen)
- 2013: Evita – Evita (Kristiansand / Norwegen)
- 2015: Les Misérables – Fantine (Linz / Österreich)
- 2016–2017: Den Hvite Dame – Bestyrerinnen (Halden / Norwegen)
- 2016–2017: Mozart! – Baronin von Waldstätten (Tour Deutschland / China)
- 2017: Det hendte i den Gamle by – Harriet von Øhrn (Fredrikstad / Norwegen)
- 2018: Billy Elliot – Mrs Wilkinson (Sandnes / Norwegen)
- 2018: Olav den Heldige og Ranes Hemmelighet – Frøya, Love & Warrior Goddess (Sarpsborg / Norwegen)
- 2019: Jesus Christ Superstar – Pontius Pilate (Sarpsborg / Norwegen)

## Diskografie
- 2000: Woman enough to say goodbye
- 2001: Never again
- 2002: Tire Tracks
- 2002: The Musicals of Kunze & Levay Vol. I
- 2003: Stage Holding Part V
- 2003: The Scarlet Pimpernel (Original Halle Cast)
- 2012: Elisabeth - Das Musical (Jubiläumstournee 2011/12 Live-Castalbum)